# Peter Schmid (Les Verts)
Pour les articles homonymes, voir Schmid.
Peter Schmid, né le 4 octobre 1940 à Kreuzlingen (originaire de Buch bei Märwil), est une personnalité politique suisse du canton de Thurgovie, membre des Verts. Il est conseiller national de 1987 à 1995.

## Biographie
Peter Schmid naît le 4 octobre 1940 à Kreuzlingen. Il est originaire de Buch bei Märwil, une localité de la commune d'Affeltrangen, dans le canton de Thurgovie,.
Il effectue une formation d'instituteur pour l'école primaire, puis étudie la pédagogie et la philosophie à l'Université de Zurich. Il est psychologue scolaire et, de 1973 à 2000, enseignant à l'école pédagogique de Zurich. Depuis 1996, il est également juge d'instruction au tribunal de district de Steckborn.
Il est marié et a trois enfants.

## Parcours politique
Peter Schmid est membre fondateur des Verts du canton de Thurgovie en 1983 et leur premier président de 1983 à 1985. Il siège au Grand Conseil du canton de Thurgovie de 1984 à 1987.
Il est élu au Conseil national en 1987, devenant le premier écologiste thurgovien à y siéger. En 1994, il souhaite se présenter à la présidence du Conseil national, mais le groupe écologiste lui préfère Hanspeter Thür, qui n'est finalement pas élu. En 1995, il lui manque cinquante voix pour obtenir un troisième mandat au Conseil national.
Il est également président des Verts suisses de 1987 à 1990.

### Positionnement politique
Il appartient à l'aile centriste des Verts. En 1992, il s'engage contre l'adhésion de la Suisse à l'Espace économique européen.